# Сузан Кејч
Сузан Кејч (енгл. Susan Kaech) је амерички имунолог, професор и директор НОМИС центра за имунобиологију и микробну патогенезу на Салк институту за биолошке науке. Председава фондацијом НОМИС.

## Образовање
Сусан Кејч је студирала на Универзитету у Вашингтону а докторирала на Универзитету Станфорд.

## Истраживање
Њено истраживање усредсређено је на стварање меморијских Т ћелија, метаболизам Т ћелија и имунотерапију рака.

## Награде и признања
- 2009. HHMI Early Career Scientist,[1]
- 2007. Presidential Early Career Award for Scientists and Engineers (PECASE),[1]
- 2007. American Asthma Foundation Investigator Award,[1]
- 2005. Cancer Research Institute Investigator Award,[1]
- 2005. Edward Mallinckrodt Jr. Foundation Award,[1]
- 2003. Burroughs-Wellcome Foundation Award in Biosciences,[1]
- 1999. Damon Runyon-Walter Foundation Winchell Cancer Research Fellowship,[1]
- 1993. National Science Foundation Predoctoral Fellowship.[1]